# Зехра Гунеш
Зехра Гунеш (тур. Zehra Güneş; 7. јул 1999) турска је одбојкашица и репрезентативка.

## Спортска каријера
Игра на позицији средњег блокера. У сезони 2016/17, била је на позајмици у Бешикташу, одбојкашком тиму који наступа у првом рангу такмичења првенства Турске. Следеће сезоне се вратила у свој матични клуб Вакифбанку из Истанбула. Освојила је прву титулу шампиона лиге у сезони 2017/18.
Учествовала је на ЦЕВ Лиги шампиона за жене у сезони 2017/18, када је Вакифбанка постала шампион.
У јануару 2017. први пут је позвана у сениорски тим Турске, а дебитовала у марту 2018. године. Освојила је сребрну медаљу на Европском првенству у Турској 2019, када су поражене у финалу од Србије. Има бронзану медаљу са Европског првенства у Београду 2021. године. Такође је била у саставу Турске на Летњим олимпијским играма у Токију 2020. године, где су завршиле на петом месту.

## Приватно
Гунеш има четири млађе сестре које се такође баве одбојком. Пореклом је из Босне и Херцеговине.

## Успеси

#### Клуб
- Победник првенства Турске: 2017/18.
- Освајач Купа Турске: 2017/18.
- Освајач Суперкупа Турске: 2017.
- Победник Светског првенства за клубове: 2017, 2018, 2021.
- Победник Лиге шампиона: 2017/18, 2021/22.

#### Репрезентација
- Европско првенство: 2. место 2019, 3. место 2021, 1. место 2023.

#### Индивидуални
- МВП првенства Турске (2021)[11]
- Члан идеалног тима Европског првенства у одбојци 2023..